# Rudolf Hoberg
Rudolf Hoberg (* 10. März 1936 in Neukirchen (Niederrhein)) ist deutscher Sprachwissenschaftler, war Professor für Germanistische Sprachwissenschaft an der Technischen Universität Darmstadt und Vorsitzender der Gesellschaft für deutsche Sprache (GfdS).

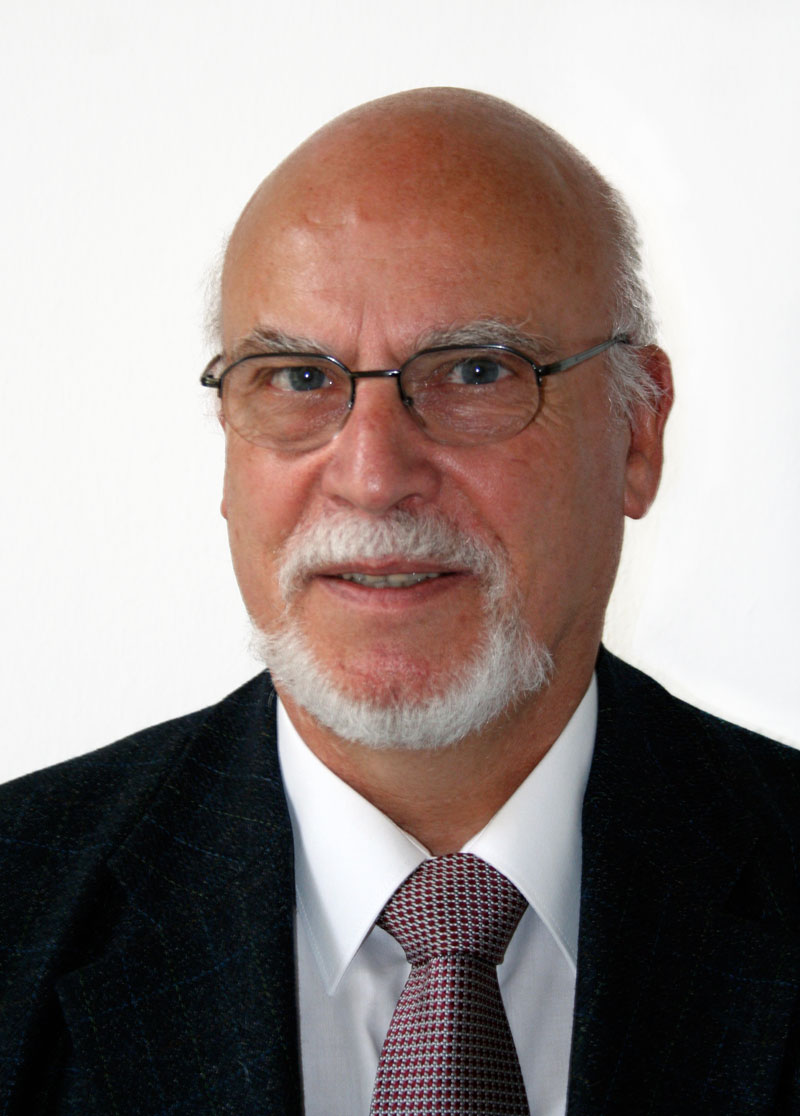
Rudolf Hoberg

## Leben
Rudolf Hoberg studierte vor allem Germanistik, Allgemeine Sprachwissenschaft und Philosophie an den Universitäten Bonn, Freiburg und Münster, arbeitete als wissenschaftlicher Mitarbeiter an der Universität Bonn und im Institut für Deutsche Sprache (Mannheim). 1974 hat er einen Ruf auf eine Professur an der Pädagogischen Hochschule Heidelberg abgelehnt.
Von 1974 bis 2004 war er Professor für Germanistische Sprachwissenschaft an der Technischen Universität Darmstadt, von 1999 bis 2011 Vorsitzender der Gesellschaft für deutsche Sprache (GfdS) und von September 2007 bis September 2009 Vorsitzender des Deutschen Sprachrates, eines Zusammenschlusses des Deutschen Akademischen Austauschdiensts (Bonn), der Gesellschaft für deutsche Sprache (Wiesbaden), des Goethe-Instituts (München) und des Instituts für Deutsche Sprache (Mannheim).
Er hat Gastprofessuren an verschiedenen ausländischen Universitäten wahrgenommen.
Er war u. a. Mitglied des Germanistikbeirats beim Deutschen Akademischen Austauschdienst, der Zwischenstaatlichen Kommission für deutsche Rechtschreibung, des Rats für deutsche Rechtschreibung und des DIN-Beirats für Terminologie sowie der Jurys für die Wörter des Jahres, die Unwörter des Jahres, das „schönste deutsche Wort“, den Grimm-Preis für Germanistik im Ausland und den Medienpreis für Sprachkultur.
Hoberg ist verheiratet mit der Sprachwissenschaftlerin Dr. Ursula Hoberg, geb. Winkelstern und wohnt in Berlin.

## Arbeitsgebiete
Wortsemantik, Lexik, Grammatik, Orthographie, Fachsprachen, Sprache und Beruf, Sprachkritik, Sprachpolitik, Sprache und Öffentlichkeit, Sprache und Tabu (Sprache und Sexualität), Sprache und Religion, Sprache und Humor, Sprachdidaktik (Deutsch als Muttersprache und Deutsch als Fremdsprache).